# Bernov (Krajková)
Bernov (németül: Bernau) Krajková településrésze Csehországban a Karlovy Vary-i kerület Sokolovi járásában. Központi községétől 2 km-re északnyugatra  fekszik. A 2001-es népszámlálási adatok szerint 13 lakóháza van.